# Ginsiana praepannonica
Ginsiana praepannonica är en stekelart som först beskrevs av Erdös 1957.  Ginsiana praepannonica ingår i släktet Ginsiana, och familjen sköldlussteklar. Arten är reproducerande i Sverige.